# Brambles Industries
Brambles Limited est une entreprise australienne du secteur de la logistique, spécialisée dans la gestion externalisée de palettes, caisses et conteneurs.

## Histoire
En 1958, Brambles rachète CHEP.

## Principaux actionnaires
Au 7 décembre 2019:
| Colonial First State Asset Management (Australia | 5,73% |
| The Vanguard Group                               | 4,14% |
| BlackRock Fund Advisors                          | 3,08% |
| Vanguard Investments Australia                   | 2,50% |
| Baillie Gifford                                  | 2,16% |
| Massachusetts Financial Services                 | 1,94% |
| Capital Research & Management (Global Investors) | 1,81% |
| Maple-Brown Abbott                               | 1,79% |
| DWS Investments                                  | 1,44% |
| Norges Bank Investment Management                | 1,42% |